# Сердобольское викариатство
Со́ртавальское викариа́тство (Сердобольское викариатство) — викариатство Финляндской архиепископии Константинопольской православной церкви.
Сердобольское викариатство Финляндской и Выборгской епархии Русской православной церкви было учреждено постановлением Святейшего синода от 14 февраля 1913 года с поручением викарию попечения о православных карелах в трёх смежных епархиях: Финляндской, Архангельской и Олонецкой.
После обретения Финляндией независимости Сердоболь был переименован в Сортавалу, в связи с чем назначенный в 1922 году на кафедру Герман (Аав) именовался уже епископским Сортавальским. Епископ Герман был гражданином Эстонии так как из местного духовенства подходящих вдовых кандидатов не имелось, а насельники Валаамского, Коневского и Печенгского монастырей не рассматривались по причине отсутствия у них финляндского гражданства.
В 1923 году в обход канонического порядка Финляндская автономная православная церковь перешла в ведение Константинопольского патриархата, вторично предоставившего ей автономию с наименованием Финляндская архиепископия.
После 1925 года кафедра не замещалась.

## Епископы
- 10 марта 1913 — 18 июня 1914 — Киприан (Шнитников)
- 7 сентября 1914 — 17 января 1918 — Серафим (Лукьянов)
- 8 июля 1922 — 13 июня 1925 — Герман (Аав)